# فیل نویل
فیلیپ جان نویل (انگلیسی: Philip John Neville؛ زادهٔ ۲۱ ژانویهٔ ۱۹۷۷) بازیکن فوتبال پیشین و سرمربی فوتبال اهل انگلستان است او سرمربی سابق تیم اینتر میامی بوده است.
نویل دوران حرفه‌ای خود را در تیم‌های منچستر یونایتد و اورتون گذراند. او برادر کوچکتر گری نویل کاپیتان پیشین منچستر یونایتد است.
وی در سال ۲۰۱۳–۲۰۱۴ دستیار رایان گیگز در منچستر یونایتد بود.